# Classe Midway
La classe Midway è una classe di portaerei della United States Navy, entrate in servizio al termine della seconda guerra mondiale e ritirate nei primi anni '90.
Le tre portaerei di questa classe, la Midway, la F. D. Roosevelt e la Coral Sea, furono impostate durante la seconda guerra mondiale, ma non fecero in tempo a partecipare alle operazioni militari contro il Giappone. Furono le portaerei di maggior dislocamento costruite in quegli anni. Il progetto rispondeva a specifiche che richiedevano di coniugare il concetto americano di portaerei dalle grandi capacità offensive con il concetto inglese che privilegiava la corazzatura del ponte di volo e delle strutture, necessaria per ridurre i danni in caso di colpi, a scapito del numero di aerei imbarcati. Il dislocamento salì così a oltre 45 000 tonnellate, molto alto per gli standard dell'epoca. Le grandi dimensioni però ben si prestarono alle modifiche che si resero necessarie nei decenni successivi per consentire di imbarcare i nuovi aerei a reazione. Ammodernate e parzialmente ricostruite più volte, rimasero in servizio rispettivamente sino al 1977 la F.D. Roosevelt, sino al 1990 la Coral Sea e sino al 1992 la Midway.

## Unità
| Nome                  | Hull Number | Impostata        | Entrata in servizio | Radiazione        | Destino finale                                | Immagine |
| --------------------- | ----------- | ---------------- | ------------------- | ----------------- | --------------------------------------------- | -------- |
| Midway                | CV-41       | 27 ottobre 1943  | 10 settembre 1945   | 11 aprile 1992    | Conservata come USS Midway Museum a San Diego |          |
| Franklin D. Roosevelt | CV-42       | 1º dicembre 1943 | 27 ottobre 1945     | 30 settembre 1977 | Demolita nel 1978                             |          |
| Coral Sea             | CV-43       | 10 luglio 1944   | 1º ottobre 1947     | 26 aprile 1990    | Demolita nel 2000                             |          |